# Bolma exotica
Bolma exotica is een slakkensoort uit de familie van de Turbinidae. De wetenschappelijke naam van de soort is voor het eerst geldig gepubliceerd in 1969 door Okutani.